# Le Juge et son bourreau (téléfilm)

Le Juge et son bourreau est un téléfilm français réalisé par Daniel Le Comte, produit et diffusé par l’ORTF en  1973. Il s'agit d'une adaptation du roman policier éponyme de Friedrich Dürrenmatt paru en 1952.

## Synopsis
Le lieutenant Schmitt, policier intègre et brillant, est retrouvé mystérieusement assassiné au volant de son automobile, sur une route de campagne. L’enquête est confiée au commissaire Bairelard dont les recherches le conduisent sur la piste de son plus vieil ennemi.

## Fiche technique
- Titre : Le Juge et son bourreau
- Réalisation : Daniel Le Comte
- Scénario : Daniel Le Comte et Emmanuel Roblès, d'après le roman Le Juge et son bourreau de Friedrich Dürrenmatt
- Production : ORTF
- Pays d'origine : France
- Durée : 1h45
- Genre : film policier, téléfilm, adaptation
- Date de diffusion : 8 novembre 1974

## Distribution
- Charles Vanel : Le commissaire Bairelard
- Gilles Segal : Le lieutenant Terence
- Michel Vitold : Gatsmann
- André Le Gall : Oscar Von Schwendl
- Michel Herbault : Lucius Lutz
- Marika Green : Anna Kapler
- Violette Fleury : Mme Schoenler
- Joëlle Lindey : La secrétaire de Lutz
- Maria Neuhaus : La serveuse
- Gérard Carrat : L'écrivain
- Raoul Guillet : Le médecin
- Henry Courseaux : L'agent Clenin
- Tony Rödel : L'agent Charny
- Roman Kopp : Un gorille
- Heinz Kundig : Un gorille
- Paul Rieger : L'employé de la morgue

## DVD et Blu-ray
En 2015, ce téléfilm est édité en DVD par l'INA dans le cadre de la collection DVD « les inédits du polar ».